# Vickers Windsor
Il Vickers Windsor era un aereo quadrimotore inglese, realizzato nella prima metà degli anni quaranta come sviluppo del Vickers Warwick. Progettato come bombardiere strategico, rimase allo stadio di prototipo.

## Sviluppo
Sebbene già in lizza per soddisfare le specifiche B.13/36 e B.1/39, la proposta della Vickers-Armstrongs di realizzare una versione quadrimotore dei propri bombardieri (Wellington e Warwick) venne accettata solamente in risposta alla specifica B.5/41; quest'ultima, che richiedeva la costruzione di un bombardiere pesante (in grado di volare a 555 km/h a 9 450 m di quota) dotato di postazioni pressurizzate per i membri dell'equipaggio.
Il nuovo progetto della Vickers nasceva anche dalla necessità di trovare alternativa ai motori Rolls-Royce Vulture installati sui Warwick che, afflitti da problemi nella fase di sviluppo saranno successivamente abbandonati; così, analogamente a quanto avvenuto in precedenza nel caso dell'Avro 679 Manchester sviluppato nel successivo Avro 683 Lancaster, anche la Vickers propose l'installazione di quattro motori Rolls-Royce Merlin sulla cellula di un velivolo già collaudato.
Tuttavia, quando furono definiti gli standard della specifica B.5/41, nei reparti della Royal Air Force erano già impiegati numerosi tipi di bombardieri pesanti ed il Bomber Command non aveva più necessità di nuove macchine.
Il Windsor, presentato anche al pubblico durante il salone di Farnborough dell'autunno del 1945 e realizzato complessivamente in 3 esemplari (fra loro leggermente diversi), rimase quindi allo stadio di prototipo.

## Descrizione tecnica
Il Windsor era un monoplano quadrimotore; l'ala era in posizione media e presentava elevato allungamento; la fusoliera era caratterizzata dalla sezione ellittica mentre la struttura del velivolo (riprendendo quella dei diretti predecessori) era di tipo geodetico. La motorizzazione era affidata al V-12 Rolls-Royce Merlin (di diversa versione per ognuno dei tre esemplari costruiti).
L'armamento era previsto in quattro cannoni da 20 mm, disposti in due barbette comandate a distanza, alloggiate nelle gondole dei motori esterni; il carico di caduta trasportabile era indicato in circa 15 000 lb di bombe (pari a 6 800 kg).
Una delle peculiarità del Windsor era il carrello d'atterraggio: dalla configurazione tricicla posteriore, era costituito complessivamente da quattro elementi principali disposti in corrispondenza delle gondole dei motori entro le quali, una volta retratte, venivano alloggiate le ruote.
Nel 1946 il Windsor fu uno dei primi velivoli (unitamente al Vickers Viking, al Fairey Spearfish, all'Hawker Fury ed al Supermarine Spiteful) a montare un misuratore elettronico del livello del carburante nei serbatoi.

## Versioni
- Type 447: dotato di motori Merlin 61[2], venne portato in volo per la prima volta il 23 ottobre del 1943.
- Type 457: equipaggiato con motori Merlin 65; effettuò il primo volo il 15 febbraio 1944[3]. Le modifiche rispetto al precedente velivolo erano marginali; tra queste l'installazione dell'armamento.
- Type 480: motorizzato con i Merlin 85; volò per la prima volta l'11 luglio 1944[3]. Armato con 4 cannoni da 20 mm disposti in torrette comandate a distanza installate nelle gondole motore esterne e sparanti all'indietro.

## Utilizzatori
Regno Unito
- Royal Air Force